# Ashley Rickards
Ashley Nicole Rickards (Sarasota, Florida, 4 de mayo de 1992) es una actriz estadounidense. Ha sido vista en varias películas y programas de televisión, interpretando a varios personajes. Destacó notablemente en Fly Away, donde interpretó a Mandy, una niña con autismo severo. Fue la protagonista principal de Awkward de MTV desde 2011 hasta 2016.

## Biografía
Rickards nació en Sarasota, Florida. Creció en una granja de caballos que atiende a niños con necesidades especiales. Ella asistió a una escuela local de Montessori donde, a los 13 años, tuvo su primera experiencia de actuar en una producción de la ópera. Rickards se graduó de la escuela secundaria a los quince años y es miembro de Mensa. Después de asistir a una exhibición de talentos locales, organizado por Lou Pearlman, Rickards viajó a Los Ángeles donde finalmente se reunió a un equipo de representantes. Después de graduarse, Rickards comenzó a aparecer en una serie de papeles de menor importancia, mientras que las leyes de trabajo infantil limitan el número de horas que ella era capaz de trabajar. Después de hacer una serie de apariciones y cortometrajes, incluyendo un papel en el vídeo musical de El Formato para "Ella no lo entiende" en 2007, obtuvo el papel de Samantha Walker, una adolescente en acogida fuera de control, en la sexta temporada de The CW, Una colina del árbol. Aunque no conocía la serie antes de la audición, Rickards descubrió que "aprendido mucho de las técnicas a diferentes formas de disparar las cosas actuando". Su personaje no volvió en la siguiente temporada, mientras que en el mismo año tuvo un pequeño papel en su primer largometraje, Gamer.
Rickards pasó gran parte de 2009 asistiendo a audiciones mientras que un papel principal propuesta en la película Dirty Girl se concretó. En 2010 apareció junto a Jimmy Smits en un episodio del drama legal fuera de la ley , mientras que ella también hizo una prueba para el papel principal en la serie de MTV, Awkward (2011-2016). Inicialmente rechazada, su mánager Adam Griffin envió a los productores a Rickards una cinta que habían hecho para Fly Away "para mostrar cómo puede hacer cualquier cosa". La actriz aterrizó ambos papeles y filmó el piloto de MTV serie antes de volar hacia el otro lado , una característica donde interpretó a una niña con autismo severo.
Como el protagonista de Awkward,  perfil Rickards 'empezó a subir y ella también se le dio la oportunidad de dirigir un episodio. En 2012 tuvo un papel secundario en la comedia de éxito moderado alcanzado por un rayo y otro de mayoría de edad de la película Sassy Pants. En 2014 se trasladó a Rickards el género de terror con un papel principal en la puerta del diablo y como hija adolescente en una casa encantada 2. En 2015, filmó la quinta y última temporada de Awkward.

## Filmografía

### Cine
| Año  | Película              | Personaje       | Notas        |
| ---- | --------------------- | --------------- | ------------ |
| 2006 | Web Journal Now       | Janet           | Cortometraje |
| 2007 | Spoonfed              | Bridgette       | Cortometraje |
| 2009 | Gamer                 | 2Katchapredator | Cameo        |
| 2010 | Fly Away              | Mandy           | Protagonista |
| 2011 | Struck By Lightning   | Vicki Jordan    | Secundario   |
| 2012 | Sassy Pants           | Bethany Pruitt  | Protagonista |
| 2014 | At the Devil's Door   | Hannah          | Protagonista |
| 2014 | A Haunted House 2     | Becky           | Secundario   |
| 2014 | Behaving Badly        | Kristen Stevens | Secundario   |
| 2017 | The Outcasts          | Virginia        | Protagonista |
| 2017 | Antisocial.app        | Jessie          | Protagonista |
| 2018 | Pretty Little Stalker | Mallory         |              |
| 2020 | Smiley Face Killers   | Alana           |              |

### Televisión
| Año             | Título                              | Personaje                                            | Notas                                                                                           |
| --------------- | ----------------------------------- | ---------------------------------------------------- | ----------------------------------------------------------------------------------------------- |
| 2006 - 2007     | Distant Roads                       | Presentadora                                         | Documental                                                                                      |
| 2006            | Everybody Hates Chris               | Chica                                                | Episodio: "Everybody Hates Superstition"                                                        |
| 2007            | American Family                     | Julia Bogner                                         | Película de televisión                                                                          |
| 2007            | CSI: NY                             | Lindsay Monroe                                       | Episodio: "Sleight Out of Hand"                                                                 |
| 2007            | Zoey 101                            | Molly Talbertsen                                     | Episodio: "Dance Contest"                                                                       |
| 2007            | Ugly Betty                          | Sharra                                               | 2 episodios                                                                                     |
| 2008 - 2009     | One Tree Hill                       | Samantha "Sam" Walker                                | Recurrente. 22 episodios                                                                        |
| 2008            | Entourage                           | Canice                                               | Episodio: "The All Out Fall Out"                                                                |
| 2010            | Outlaw                              | Tracy Vidalin                                        | Episodio: "In Re: Tracy Vidalin"                                                                |
| 2011 - 2016     | Awkward                             | Jenna Hamilton                                       | Personaje principal. 89 episodios. Director, episodio: "Listen to This"                         |
| 2011            | American Horror Story: Murder House | Chloe Stapleton                                      | 2 episodios                                                                                     |
| 2015            | Robot Chicken                       | Jenna Hamilton / Veruca Salt / Betty Cooper / Ashley | Voz. Episodio: "Cake Pillow"                                                                    |
| 2016-2017, 2021 | El Flash                            | Rosallynd ''Rosa'' Dillon / Trompo                   | Serie de televisión estadounidense                                                              |
| 2016-2017, 2021 | El Flash                            | Rosallynd ''Rosa'' Dillon / Trompo                   | Elenco Especial (Rol de Invitada Especial) (Tercera Temporada y Octava Temporada) (3 Episodios) |
| 2017            | Dimension 404                       | Susan Hirsch                                         | Episodio: "Chronos"                                                                             |
| 2019            | Ctrl Alt Delete                     | A'sha                                                | 6 episodios                                                                                     |

### Vídeos musicales
| Año  | Título               | Personaje       | Artista    |
| ---- | -------------------- | --------------- | ---------- |
| 2006 | "How to Save a Life" | Muchacha        | The Fray   |
| 2007 | "She Doesn't Get It" | Interés amoroso | The Format |
| 2013 | "Claudia Lewis"      | Muchacha        | M83        |

## Premios y nominaciones
| Año  | Otorga                              | Premio                                             | Trabajo  | Resultado |
| ---- | ----------------------------------- | -------------------------------------------------- | -------- | --------- |
| 2011 | Arizona International Film Festival | Mejor Interpretación                               | Fly Away | Ganadora  |
| 2012 | Critics' Choice Television Award    | Mejor Actriz es una serie de televisión de comedia | Awkward  | Nom       |
| 2012 | Teen Choice Award                   | Summer TV Star: Female                             | Awkward  | Nom       |